# ۱۴۲۴ (قمری)
۱۴۲۴ (قمری)، هزار و چهارصد و بیست و چهارمین سال در گاهشماری هجری قمری است. اول محرم این سال برابر با پنجم مارس سال ۲۰۰۳ میلادی است.